# Religión en Argentina
La religión en Argentina se practica en el marco de la libertad de culto garantizada por el artículo 14 de la Constitución Nacional, aunque el Estado reconoce un carácter preeminente a la Iglesia católica que cuenta con un estatus jurídico diferenciado respecto al del resto de iglesias y confesiones. Según la Constitución argentina (artículo 2), el Estado Nacional debe sostenerla y según el Código Civil y Comercial, es jurídicamente asimilable a un ente de derecho público no estatal. Este régimen diferenciado, sin embargo, no eleva al catolicismo al estatus de religión oficial de la República. La Santa Sede y la Argentina tienen firmado un concordato que regula las relaciones entre el Estado y la Iglesia católica. El Arzobispo de Buenos Aires, actualmente Jorge Ignacio García Cuerva, es el Primado de la Iglesia católica en Argentina. El anterior Arzobispo de Buenos Aires fue Mario Aurelio Poli. Jorge Mario Bergoglio era el antiguo arzobispo hasta que en el cónclave del 2013 fue elegido como el papa Francisco.
Asimismo, además del catolicismo, en la Argentina se encuentran adherentes de diversas religiones y creencias, entre las más destacadas pertenecientes al iglesias protestantes (evangelicalismo, anglicanismo, presbiterianismo, metodismo, iglesia bautista, pentecostalismo, etc.) y otras denominaciones cristianas como La Iglesia de Jesucristo de los Santos de los Últimos Días, Iglesia Adventista del Séptimo Día y los Testigos de Jehová. Otras religiones de gran importancia en el país son el judaísmo, el islam, las religiones afroamericanas y el budismo, entre otras.
Por otra parte, la Argentina es uno de los países de la región que cuenta con una gran población irreligiosa, es decir, que no adhiere a ninguna religión o creencia en particular. De acuerdo con una encuesta hecha por Gallup, Argentina tiene la tercera población que declara una menor importancia a la religión en su vida en Latinoamérica, después de Cuba y Uruguay. Solo el 63 % de los argentinos estuvo de acuerdo con que la religión es algo importante diariamente en su vida.
La Primera Encuesta Nacional sobre Creencias y Actitudes Religiosas en Argentina realizada en 2008 había establecido que el 91.1 % de la población creía en Dios en ese año, reduciéndose ese porcentaje al 85 % en la franja de personas de 18 a 29 años de edad. La Segunda Encuesta Nacional sobre Creencias y Actitudes Religiosas en Argentina llevada a cabo en 2019 mostró que la creencia en Dios se redujo hasta el 81.9 % en once años. El mismo estudio del CONICET reveló cambios en la religión del país: católica 62.9 %, evangélica 15.3 %, testigos de Jehová/mormones 1.4 %, agnóstica 3.2 %, atea 6.0 %, sin filiación religiosa 18.9 %, ninguna 9.7 %, otras 1.2 % y Ns/Nc 0.3 %.
La reciente encuesta de IPSOS 2023 considera que los católicos son el 48 %, los protestantes 10 %, otros cristianos 5 %, los sin religión 25 %, otras religiones 5 %, y los que prefieren no decirlo 8 %.
A pesar de su larga tradición católica, la Argentina tiene solo dos santos reconocidos: el mártir Héctor Valdivielso Sáez (1910-1934) y el sacerdote diocesano José Gabriel Brochero (1840-1914). Existen, asimismo, creencias populares de carácter religioso muy difundidas, como el culto a la Difunta Correa, a la Madre María, a Pancho Sierra, al Gauchito Gil o a Ceferino Namuncurá. Este último fue beatificado por la Iglesia católica en 2007. La Pachamama, una deidad femenina relacionada con la «Madre Tierra» común a varios pueblos originarios, también tiene una presencia importante en las creencias de la población argentina.

## Religión en la Constitución Nacional argentina

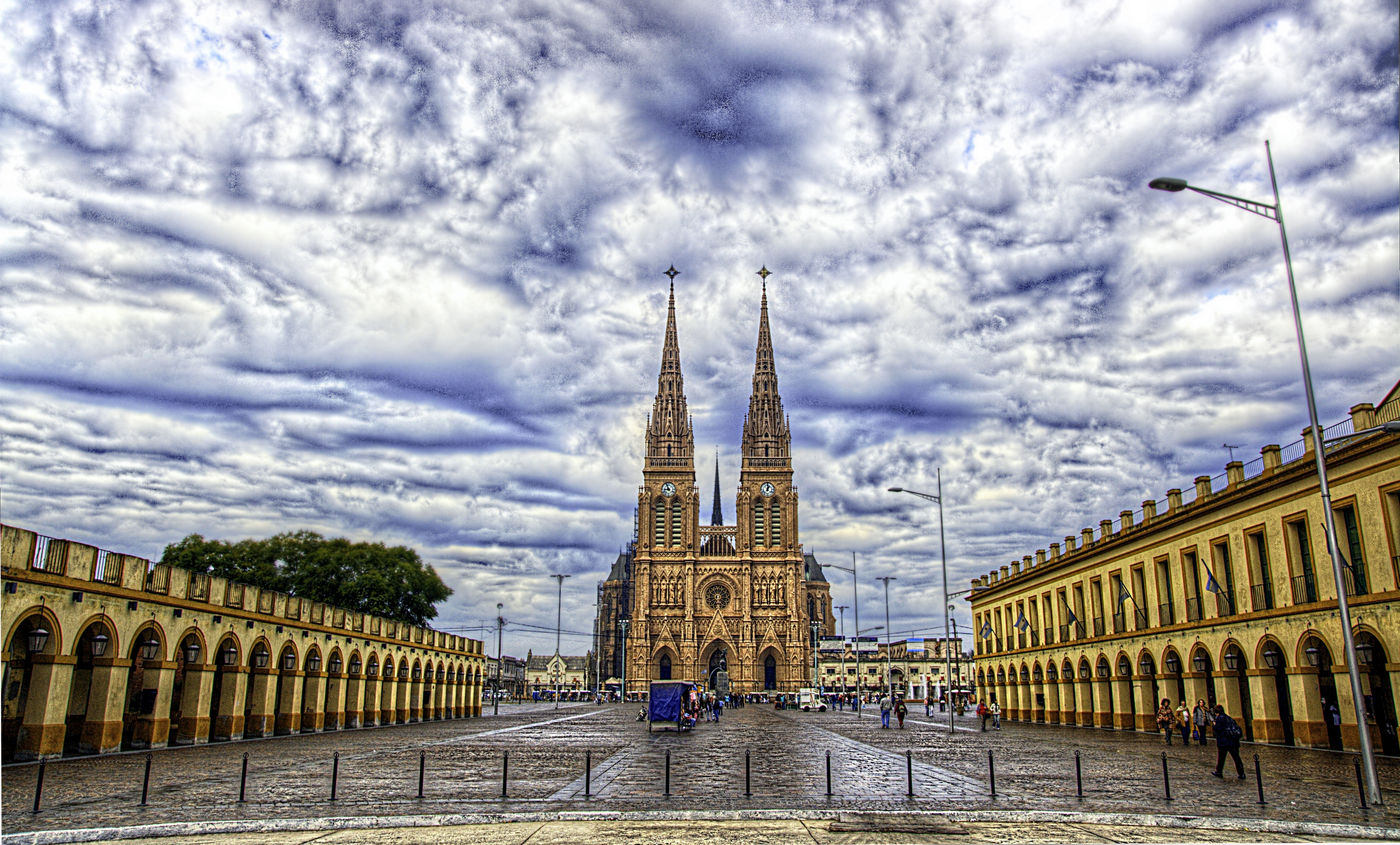
Basílica de Nuestra Señora de Luján en un día nublado.

Hasta el año 1825 el único culto permitido era la Iglesia Católica Apostólica Romana. El 2 de febrero de 1825 se firmó el Tratado de Amistad, Comercio y Navegación entre Argentina y el Reino Unido que dio el primer paso hacia la libertad de culto en el país. Dicho tratado, en su artículo 12, establecía:
Los súbditos de su Majestad Británica residentes en las Provincias Unidas del Rio de la Plata, no serán inquietados, perseguidos ni molestados por razón de su Religión: más gozarán de una perfecta libertad de conciencia en ellas, celebrando el Oficio Divino ya dentro de sus propias casas, o en sus propias y particulares Iglesias o Capillas: las que estarán facultados para edificar y mantener en los sitios convenientes que serán aprobados por el Gobierno de las dichas Provincias Unidas; también será permitido enterrar a los súbditos de su Majestad Británica, que murieren en los territorios de las dichas Provincias Unidas en sus propios Cementerios que podrán del mismo modo libremente establecer, y mantener. Así mismo los ciudadanos de las dichas Provincias Unidas gozarán en todos los dominios de su Majestad Británica de una perfecta e ilimitada libertad de conciencia, y del ejercicio de su religión pública o privadamente en las casas de su morada, o en las Capillas y Sitios de culto destinados para dicho fin; en conformidad con el sistema de tolerancia establecido en los dominios de su Majestad.
A raíz de la firma de este tratado, las Iglesias Anglicana y Presbiteriana se vuelven legales en Argentina y comienzan a oficiar cultos en 1825. La Catedral anglicana de San Juan Bautista, inaugurada en mayo de 1831, se convierte en el primer edificio religioso no Católico Apostólico Romano de Argentina y de Sudamérica.
La Constitución Nacional argentina actualmente vigente reconoce desde su primera redacción en 1853 la libertad de culto y el reconocimiento de la religión como derecho desarrollado en su preámbulo y artículos dogmáticos.
Los artículos que refieren a asuntos religiosos son los siguientes:

Artículo 2. El Gobierno federal sostiene el culto católico apostólico romano.

Es una de las principales declaraciones de la constitución que afirma que el estado apoyaba económicamente al culto católico apostólico romano. No obstante no obliga a nadie a ser católico, si bien antes lo era para ser presidente de la nación. Esto se suprimió en la reforma de 1994.

Artículo 14. Todos los habitantes de la Nación gozan de los siguientes derechos conforme a las leyes que reglamenten su ejercicio; a saber: de trabajar y ejercer toda industria lícita; de navegar y comerciar; de peticionar a las autoridades; de entrar, permanecer, transitar y salir del territorio argentino; de publicar sus ideas por la prensa sin censura previa; de usar y disponer de su propiedad; de asociarse con fines útiles; de profesar libremente su culto; de enseñar y aprender.

Este artículo enumera derechos de los habitantes de la Nación, entre ellos expresamente el de profesar libremente su culto, lo que significa que todo habitante argentino posee derecho a manifestar y llevar a cabo su creencia en cuestión. No obstante el artículo aclara conforme a leyes que reglamenten su ejercicio, es decir que éste y los demás derechos anunciados deben reglamentarse por leyes, no deben contradecir otros derechos y la misma constitución.

Artículo 20. Los extranjeros gozan en el territorio de la Nación de todos los derechos civiles del ciudadano; pueden ejercer su industria, comercio y profesión; poseer bienes raíces, comprarlos y enajenarlos; navegar los ríos y costas; ejercer libremente su culto; testar y casarse conforme a las leyes. No están obligados a admitir la ciudadanía, ni a pagar contribuciones forzosas extraordinarias. Obtienen nacionalización residiendo dos años continuos en la Nación; pero la autoridad puede acortar este término a favor del que lo solicite, alegando y probando servicios a la República.

Entre los derechos de las personas nacidas en el extranjero, se expresa de modo específico su derecho a la práctica de su religión.

## Cristianismo

### Catolicismo

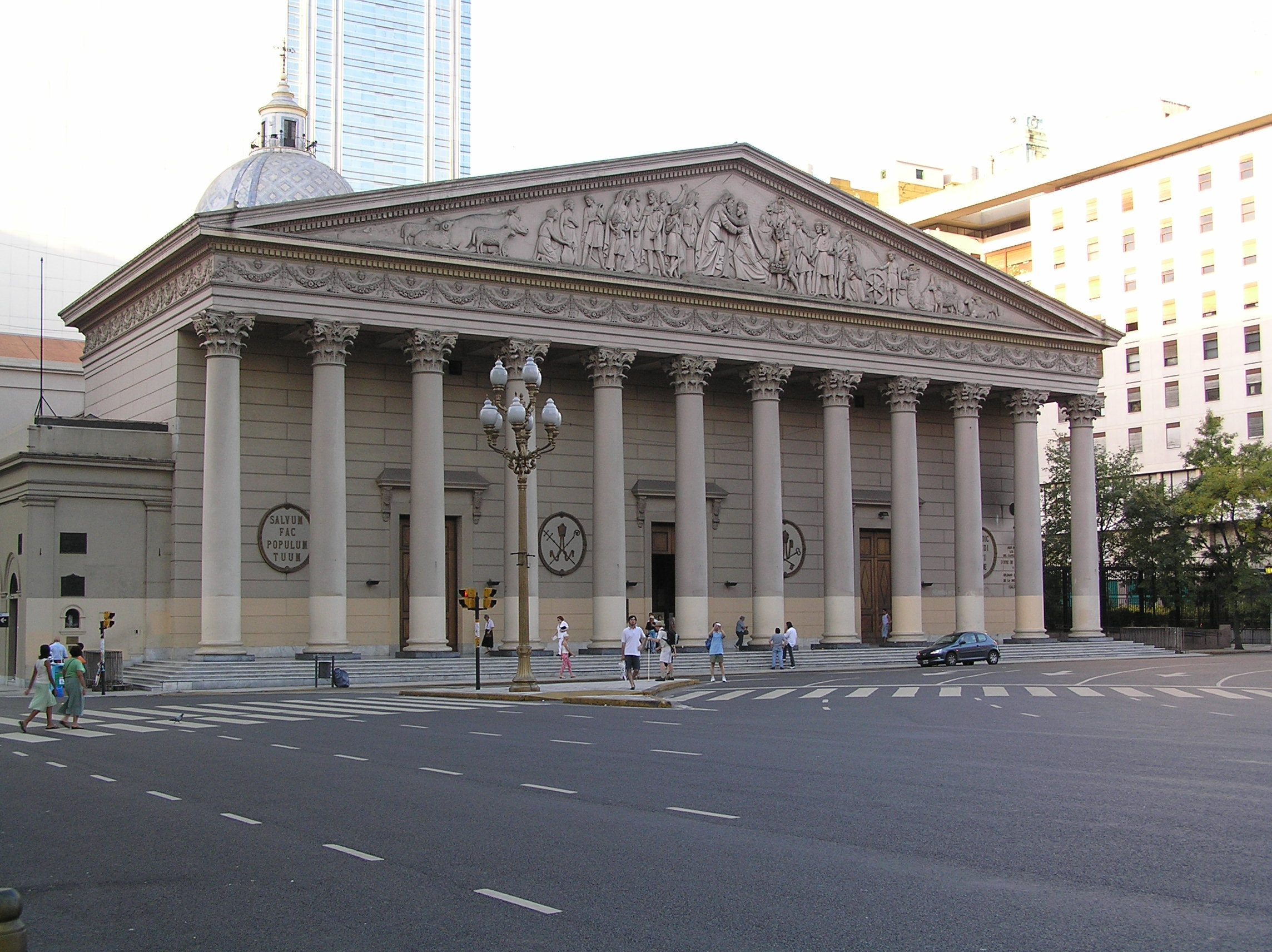
Catedral de Buenos Aires.

Según la encuesta nacional realizada por el CONICET en 2019, el 62.9 % de los encuestados afirmaron profesar la religión católica, esto representa una caída del 8 % con respecto a la encuesta realizada en 2008, donde el número ascendía al 76.5 %. Los únicos censos nacionales de población que incluyeron una pregunta sobre religión fueron los de 1947 y 1960, donde los católicos representaban el 93 % y 90.5 % de la población, respectivamente.
Según estudios encargados por la Conferencia Episcopal Argentina, para el año 2001 el 88 % de los argentinos fueron bautizados como católicos. Sin embargo, el porcentaje de habitantes del país que se consideraron adeptos se ubicaba entre el 69 % y el 78 %. Además de que sólo un 23 % de la población total asistía frecuentemente a lugares de culto católico para el año 2008.

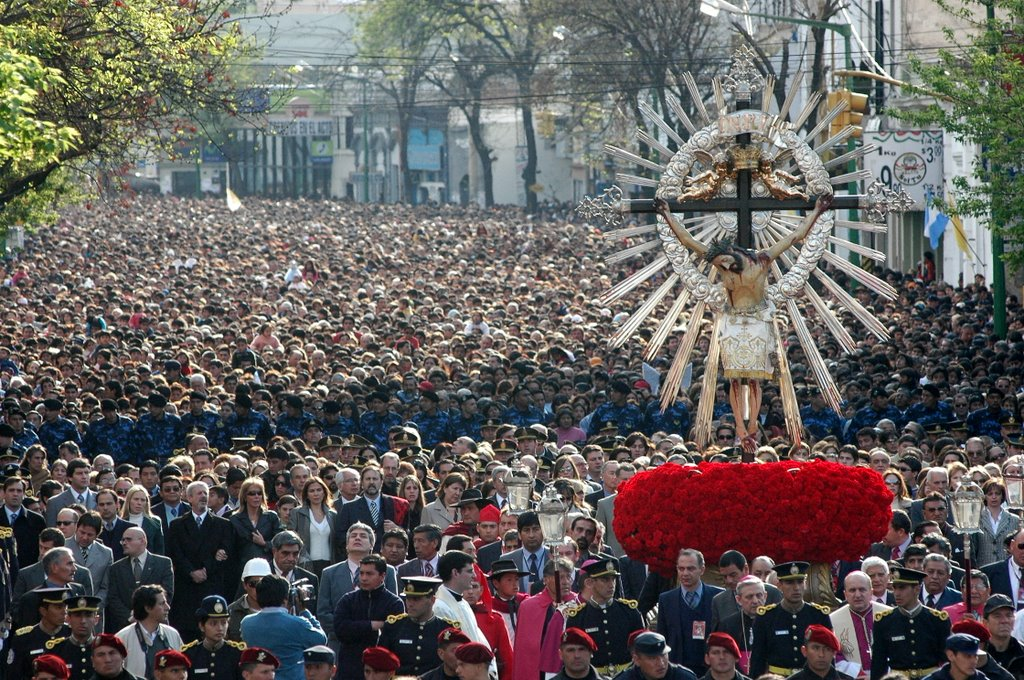
El culto al Señor y Virgen del Milagro, en la ciudad de Salta, es una de las manifestaciones más populares de la Argentina; reúne anualmente más de 700 000 personas.

La sociedad, la cultura y la política de Argentina están profundamente imbuidas del catolicismo romano. El lugar de la Iglesia en la identidad nacional argentina, que abarca todo el espectro ideológico, surge de la perpetua capacidad de los argentinos en diferentes lados de las divisiones políticas y sociales para encontrar algún nivel de apoyo en la Iglesia. La Iglesia solidificó su presencia en el territorio de la actual Argentina durante el período de dominio colonial español desde el siglo XVI hasta principios del XIX. La estructura eclesiástica en la argentina asumió posturas enfrentadas en las coyunturas políticas nacionales del siglo XX, entre los puntos de mayor debate estuvieron la presidencia de Juan Domingo Perón y las prácticas de Guerra Sucia ejecutadas por los gobiernos de facto.  Aunque el catolicismo romano no es la religión oficial del estado, y la libertad de religión está garantizada por la Constitución, los representantes católicos participan en muchas funciones estatales. Hoy en día, las áreas de conflicto Iglesia-Estado incluyen la anticoncepción, las políticas económicas y la controvertida participación de la Iglesia en la Guerra Sucia.
La iglesia en Argentina se divide en diócesis y arquidiócesis. Buenos Aires, por ejemplo, es una arquidiócesis debido a su tamaño e importancia histórica como capital de la nación. La Catedral Metropolitana de Buenos Aires, sede del arzobispo, alberga los restos del general José de San Martín en un mausoleo.
Hay nueve universidades católicas en Argentina: la Pontificia Universidad Católica Argentina (Buenos Aires), la Universidad del Salvador (Buenos Aires), la Universidad Católica de Córdoba , la Universidad Nacional de La Plata, la Universidad Nacional de Salta, la Universidad Nacional del Litoral, la Universidad Nacional de Cuyo y la Universidad Nacional de Santiago del Estero. Las órdenes religiosas dirigen y patrocinan cientos de escuelas primarias y secundarias en todo el país, con y sin financiación gubernamental. El cardenal arzobispo de Buenos Aires Jorge Bergoglio fue elegido papa Francisco el 13 de marzo de 2013.
La Iglesia católica en la Argentina ha desarrollado fuertes creencias y multitudinarias procesiones alrededor de las apariciones marianas, como en el caso de la Virgen de Luján en la provincia de Buenos Aires, del Señor y Virgen del Milagro en la provincia de Salta, la Virgen de Itatí en Corrientes y la Virgen del Valle en Catamarca.

### Protestantismo
Las iglesias evangélicas o protestantes muestran un importante incremento. Antes del año 2001, contaban con 15 000 templos y unos cuatro millones y medio de seguidores. Este crecimiento se debe a la expansión del movimiento pentecostal que cada vez más atrae a las clases bajas. Una encuesta realizada por el CONICET en 2008, encontró que aproximadamente el 9 % de la población total era protestante; la mayoría de los cuales, el 7.9 % de los encuestados, eran pentecostales. En la encuesta realizada en 2019 un 15.3 % afirmaron ser evangélicos, siendo el 13 % pentecostales.

### Otros cristianos

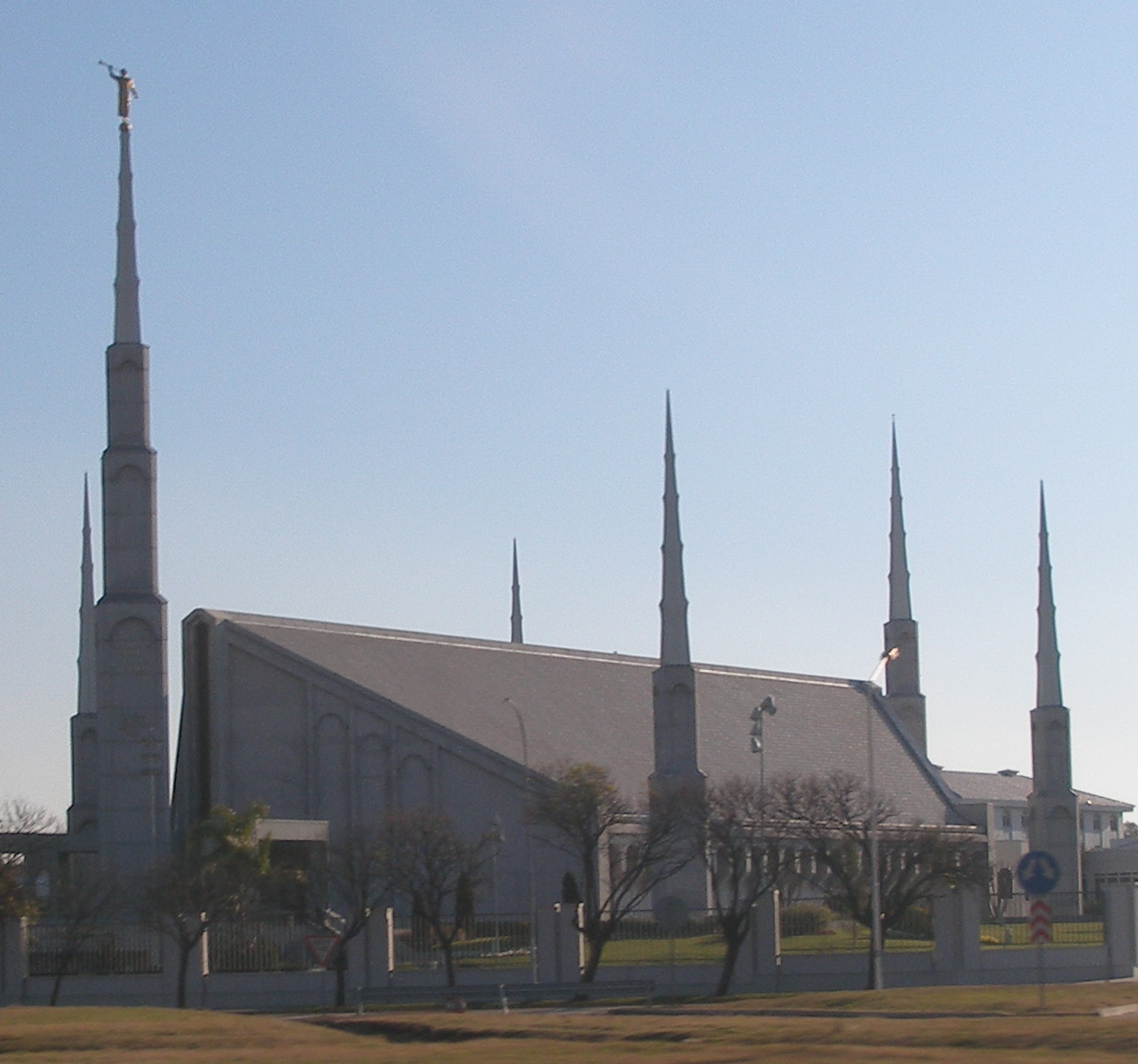
Templo de Buenos Aires.

Existen otras minorías religiosas, en general relacionadas con el cristianismo, entre los que se pueden mencionar confesiones minoritarias como: La Iglesia de Jesucristo de los Santos de los Últimos Días (481 518), Testigos de Jehová (153 751), la Iglesia Adventista del Séptimo Día (118 407) y varias Iglesias ortodoxas, otra de las tres grandes ramas del cristianismo.
Según la encuesta de 2008, el 1.2 % de los encuestados afirmó ser testigos de Jehová y el 0.9 % ser miembros de La Iglesia de Jesucristo de los Santos de los Últimos Días. Esto representa una caída del 0.7 % en la encuesta del 2019, donde ambas religiones agrupaban al 1.4 % de los encuestados. La Iglesia de Jesucristo de los Santos de los Últimos Días cuenta con más de 474 000 miembros, dos templos y 726 congregaciones.
La Iglesia Católica Apostólica Argentina es un movimiento derivado de la Iglesia Católica Apostólica Brasileña (en portugués: Igreja Católica Apostólica Brasileira) fundada por el obispo católico excomulgado Carlos Duarte Costa de Brasil en 1945. La Iglesia Católica Apostólica Argentina fue fundada, según diversas fuentes, en 1970 o 1971, en Buenos Aires por su primer Arzobispo-Primado Leonardo Morizio Domínguez.
Los primeros colonos valdenses procedentes de Italia llegaron a Sudamérica en 1856 y hoy la Iglesia Valdense del Río de La Plata (que forma una iglesia unida con la Iglesia Evangélica Valdense) tiene aproximadamente cuarenta congregaciones y 15 000 miembros repartidos entre Uruguay y Argentina.

## Otras religiones

### Islam

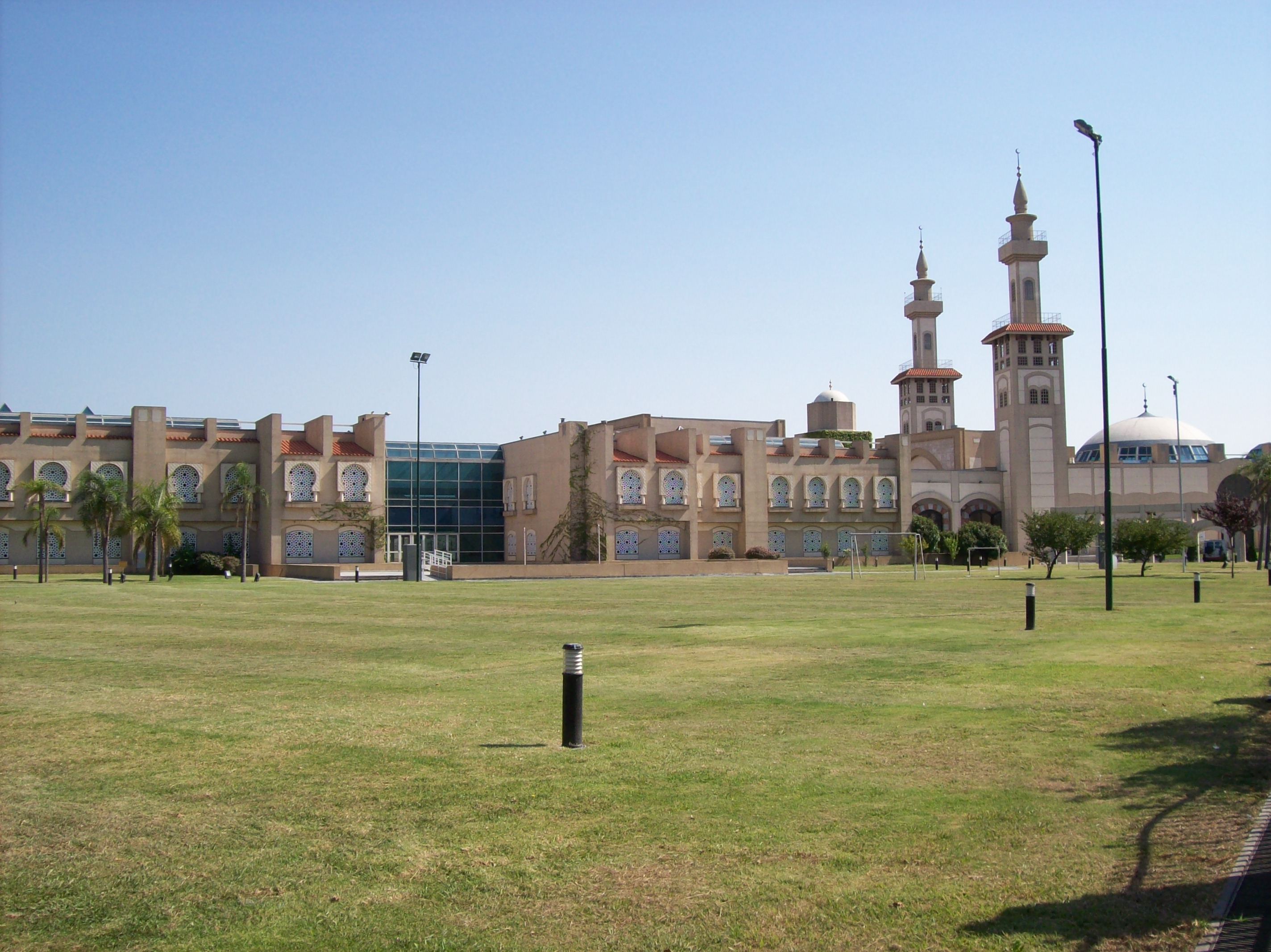
Centro Cultural Islámico Rey Fahd.

El número de fieles musulmanes en la Argentina se estima entre 500 000 y 700 000, lo que representa alrededor del 1.5 % de la población nacional. Del total, 160 000 viven en la Capital Federal y alrededores y el resto se encuentra diseminados por todo el país, existiendo concentraciones importantes en las ciudades de Córdoba, Mendoza, Tucumán, Rosario y Santiago del Estero.
El siglo XX vio una afluencia de inmigrantes del Imperio Otomano, en su mayoría árabes del Levante, de Siria y Líbano. Se les llamaba genéricamente «Turcos» en Argentina, porque cuando la mayoría llegó, Líbano y Siria eran territorios del Imperio Otomano Turco. Se estima que hoy hay alrededor de 3.5 millones de argentinos de ascendencia árabe. La mayoría de estos inmigrantes árabes eran cristianos árabes y algunos eran judíos mizrajíes y sefardíes. Aunque no se dispone de información precisa, es probable que menos de una cuarta parte de los inmigrantes árabes fueran árabes musulmanes. Hoy en día , es más probable que los descendientes de judíos mizrajíes y sefardíes se identifiquen simplemente como judíos que como judíos árabes.
El Centro Cultural Islámico Rey Fahd, la mezquita más grande de América del Sur, se completó en 1996 con la ayuda del Guardián de los Santos Lugares, en un terreno de 20 000 m2. El terreno total otorgado por el gobierno argentino mide 34 000 m2 y fue ofrecido por el expresidente Carlos Menem luego de su visita a Arabia Saudita en 1992. El proyecto costó alrededor de treinta millones de dólares e incluye una mezquita, una biblioteca, dos escuelas y un parque, y está ubicado en el barrio de Palermo, Buenos Aires. El 25 de septiembre de 2000 fue inaugurada, y Fernando de la Rúa, presidente en ese entonces, encabezó el acto junto con el entonces príncipe heredero del trono de Arabia Saudita, Abdullah bin Abdul Aziz Al Saud, que llegó al país ese día con una comitiva de 250 personas, asistiendo también al acto el ya expresidente Menem y la vicejefa del Gobierno de la Ciudad de Buenos Aires, Cecilia Felgueras. También asistieron autoridades religiosas de otros cultos, como el gran rabino de Buenos Aires, Shlomo Ben Hamú.

### Judaísmo

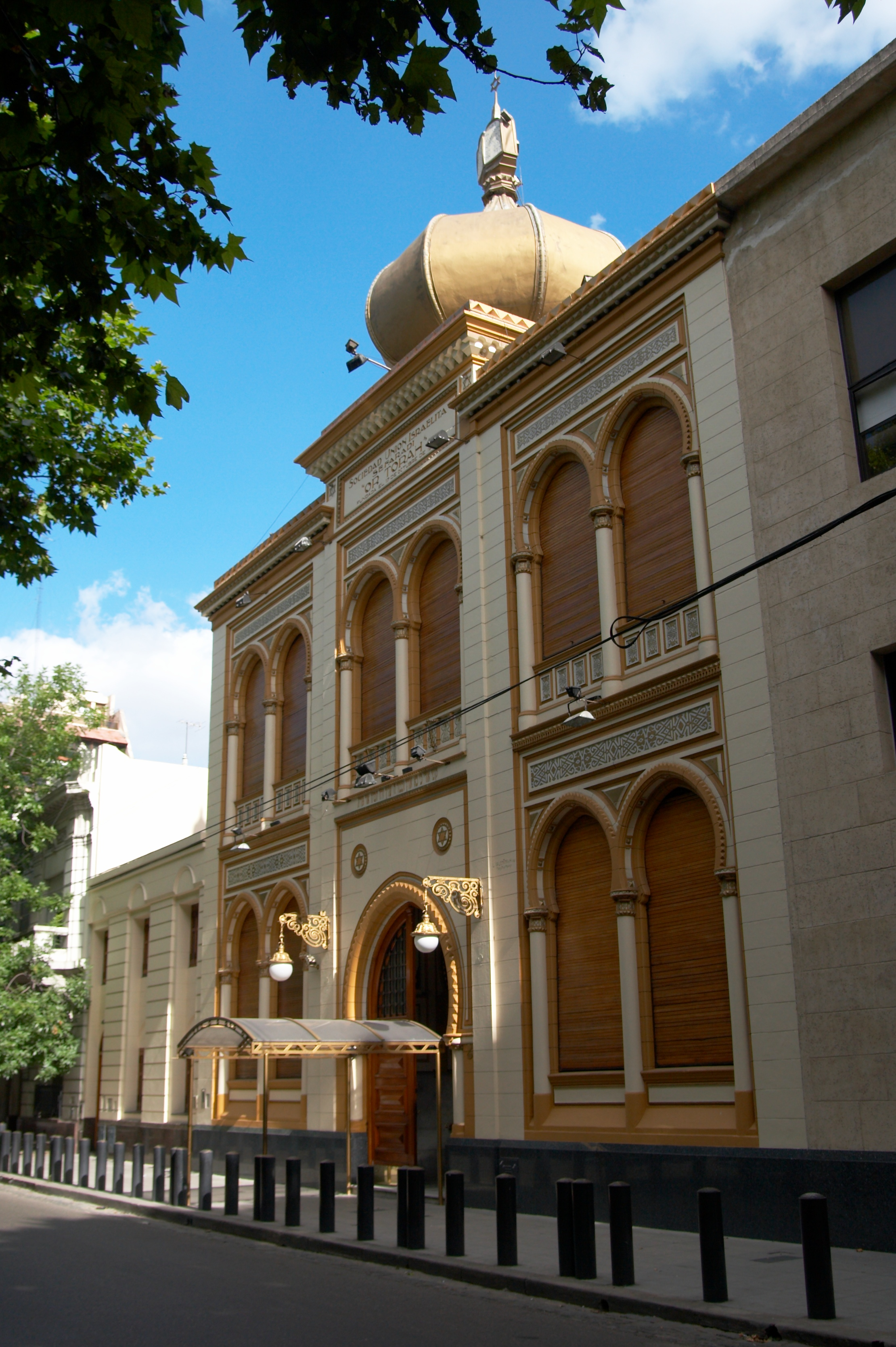
Sinagoga Or Torah de Buenos Aires.

La comunidad judía argentina es una de las más grandes del mundo, luego de Estados Unidos, Israel, Francia, Inglaterra y Rusia. Hoy en día viven en Argentina cerca de doscientos mil judíos; sin embargo, en los años sesenta, la población rondaba el medio millón. concentrándose en la ciudad de Buenos Aires y la Provincia de Entre Ríos. También hay comunidades más pequeñas en las ciudades de Mendoza, Rosario, Córdoba y Tucumán. Argentina tiene la tercera comunidad judía más numerosa de América y una de las cuatro más grandes fuera de Israel.
Uno de los grupos judíos en Argentina incluye a los judíos sefardíes, compuestos por inmigrantes españoles y portugueses en Argentina. La migración comenzó en el siglo XVIII y continuó hasta unos años después del nacimiento de Israel. La mayoría de los judíos sefardíes emigraron a Argentina porque ambos grupos hablaban el idioma español. Sin embargo, después de la creación de Israel, las tensiones sefardíes entre los musulmanes en los países latinoamericanos comenzaron a aumentar, lo que provocó que las poblaciones sefardíes restantes, que se encuentran principalmente en Marruecos, migraran a Argentina. Buenos Aires alberga a casi toda la población judía sefardí de Argentina, hogar de aproximadamente cincuenta mil. En Argentina, los judíos sefardíes permanecieron separados de los judíos asquenazíes, que en la segunda mitad del siglo XX constituían la mayor parte de la población judía en América Latina. Sin embargo, cuando una abrumadora cantidad de la población argentina se volvió asquenazí, los judíos sefardíes comenzaron a casarse fuera de la comunidad judía sefardí.

## Estadísticas

### Evolución histórica

#### CONICET
| Religión           | Porcentaje  | Porcentaje | Porcentaje |
| Religión           | +/-         | 2019       | 2008       |
| ------------------ | ----------- | ---------- | ---------- |
| Total              | Sin cambios | 100 %      | 100 %      |
| Cristianismo:      | 8.0 %       | 79.6 %     | 87.6 %     |
| Catolicismo        | 13.6 %      | 62.9 %     | 76.5 %     |
| Pentecostalismo    | 5.1 %       | 13.0 %     | 7.9 %      |
| Otros Evangélicos  | 1.2 %       | 2.3 %      | 1.1 %      |
| Testigos de Jehová | 0.7 %       | 1.4 %      | 1.2 %      |
| Mormonismo         | 0.7 %       | 1.4 %      | 0.9 %      |
| Irreligión:        | 7.6 %       | 18.9 %     | 11.3 %     |
| Indiferentes       | -           | 9.7 %      | -          |
| Ateísmo            | -           | 6.0 %      | -          |
| Agnosticismo       | -           | 3.2 %      | -          |
| Otras Religiones:  | Sin cambios | 1.2 %      | 1.2 %      |
| No sabe:           | -           | 0.3 %      | -          |

#### Latinobarómetro
| Religión             | 2023 (%) | 2020 (%) | 2018 (%) | 2017 (%) | 2016 (%) | 2015 (%) | 2013 (%) | 2011 (%) | 2010 (%) |
| -------------------- | -------- | -------- | -------- | -------- | -------- | -------- | -------- | -------- | -------- |
| Cristianismo:        | 75.0 %   | 49.1 %   | 78.0 %   | 77.2 %   | 85.6 %   | 88.4 %   | 85.3 %   | 83.6 %   | 85.1 %   |
| Catolicismo          | 67.8 %   | 41.2 %   | 65.0 %   | 65.5 %   | 72.6 %   | 77.1 %   | 77.2 %   | 74.2 %   | 75.6 %   |
| Evangelicalismo      | 6.3 %    | 5.5 %    | 11.0 %   | 9.5 %    | 10.8 %   | 9.8 %    | 6.7 %    | 7.2 %    | 7.9 %    |
| Testigos de Jehová   | 0.2 %    | 1.1 %    | 0.4 %    | 0.9 %    | 1.1 %    | 0.0 %    | 0.5 %    | 0.4 %    | 0.6 %    |
| Otros cristianos     | 0.7 %    | 1.3 %    | 1.6 %    | 1.3 %    | 1.1 %    | 1.5 %    | 0.9 %    | 1.8 %    | 1.0 %    |
| Irreligión:          | 23.4 %   | 33.6 %   | 20.7 %   | 21.2 %   | 13.4 %   | 9.3 %    | 12.4 %   | 14.6 %   | 13.6 %   |
| Indiferentes         | 16.8 %   | 31.4 %   | 18.9 %   | 19.3 %   | 12.4 %   | 8.4 %    | 10.8 %   | 13.0 %   | 11.1 %   |
| Ateísmo              | 5.8 %    | 1.6 %    | 1.5 %    | 1.7 %    | 0.6 %    | 0.6 %    | 1.5 %    | 1.1 %    | 2.0 %    |
| Agnosticismo         | 0.8 %    | 0.6 %    | 0.3 %    | 0.2 %    | 0.4 %    | 0.3 %    | 0.1 %    | 0.5 %    | 0.5 %    |
| Otras Religiones:    | 1.2 %    | 1.7 %    | 1.1 %    | 1.2 %    | 0.3 %    | 1.9 %    | 1.9 %    | 1.7 %    | 1.1 %    |
| No sabe/No responde: | 0.4 %    | 15.6 %   | 0.2 %    | 0.4 %    | 0.7 %    | 0.4 %    | 0.4 %    | 0.1 %    | 0.2 %    |
| Total                | 100 %    | 100 %    | 100 %    | 100 %    | 100 %    | 100 %    | 100 %    | 100 %    | 100 %    |

#### Otros estudios privados
| Religión             | 2023 (%) | 2022 (%) | 2020 (%) | 2014 (%) |
| -------------------- | -------- | -------- | -------- | -------- |
| Cristianismo:        | 63.0 %   | 55.9 %   | 48.2 %   | 86.0 %   |
| Catolicismo          | 48.0 %   | 48.9 %   | 41.2 %   | 71.0 %   |
| Evangelicalismo      | 10.0 %   | 7.0 %    | 5.5 %    | 15.0 %   |
| Testigos de Jehová   | -        | -        | 1.1 %    | -        |
| Mormonismo           | -        | -        | 0.4 %    | -        |
| Otros cristianos     | 5.0 %    | -        | 0.3 %    | -        |
| Irreligión:          | 25.0 %   | 39.8 %   | 33.5 %   | 11.0 %   |
| Indiferentes         | -        | -        | 31.3 %   | -        |
| Ateísmo              | -        | -        | 1.6 %    | -        |
| Agnosticismo         | -        | -        | 0.6 %    | -        |
| Otras Religiones:    | 5.0 %    | 4.3 %    | 2.4 %    | 3.0 %    |
| No sabe/No responde: | 7.0 %    | -        | 15.6 %   | -        |
| Total                | 100 %    | 100 %    | 100 %    | 100 %    |

### Afiliación religiosa

#### 1.º Encuesta del CONICET (2008)
Para 2008 CONICET realizó una encuesta a 2403 personas en la que se refleja los credos de las principales religiones. 
Un dato llamativo que arrojó la encuesta es que la mayoría de los argentinos dijo «creer en Dios» pese a que no asista habitualmente a los «oficios de culto» o exprese sentido de pertenencia institucional a las Iglesias. «Ser religioso a mí manera» o «me relaciono con Dios sin intermediarios» fueron frases que resumieron la manera de vivir la religión que tiene hoy la sociedad argentina.
| Afiliación         | % de la Población | % de la Población |
| ------------------ | ----------------- | ----------------- |
| Cristianos         | 87.6              | 87.6              |
| Católicos          | 76.5              | 76.5              |
| Evangélicos        | 9.0               | 9                 |
| Testigos de Jehová | 1.2               | 1.2               |
| Mormones           | 0.9               | 0.9               |
| Irreligión         | 11.3              | 11.3              |
| Otras Religiones   | 1.2               | 1.2               |

#### 2.º Encuesta del CONICET (2019)
En su segunda edición, una exhaustiva encuesta nacional realizada por un grupo de científicos del CONICET reveló los profundos cambios en las creencias, prácticas y actitudes religiosas en la Argentina.
El principal hallazgo es la caída sensible de la religión católica: los creyentes pasaron del 76.5 al 62.9 por ciento de la muestra en tan solo once años. El dato contrasta con el aumento de las personas «sin religión», que aumentaron del 11.3 al 18.9 por ciento; y de los evangélicos, que crecieron en adherentes del 9 al 15.3 por ciento.
La «Segunda encuesta nacional sobre creencias y actitudes religiosas en Argentina» fue elaborada sobre una muestra representativa a nivel país de 2.421 casos durante los meses de agosto y septiembre de 2019. El trabajo estuvo a cargo del «Área Sociedad, Cultura y Religión, del Ceil-Piette del Conicet, y financiado por la Secretaría de Ciencia, Tecnología e Innovación Productiva de la Nación».
| Afiliación                    | % de la Población | % de la Población |
| ----------------------------- | ----------------- | ----------------- |
| Cristianismo                  | 79.6              | 79.6              |
| Catolicismo                   | 62.9              | 62.9              |
| Pentecostalismo               | 13.0              | 13                |
| Otros Evangélicos             | 2.3               | 2.3               |
| Testigos de Jehová y Mormones | 1.4               | 1.4               |
| Irreligión                    | 18.9              | 18.9              |
| Indiferentes                  | 9.7               | 9.7               |
| Ateísmo                       | 6.0               | 6                 |
| Agnosticismo                  | 3.2               | 3.2               |
| Otras Religiones              | 1.2               | 1.2               |

### Compromiso y práctica religiosa
Importancia de la religión
| Relevancia      | % de la Población | % de la Población |
| --------------- | ----------------- | ----------------- |
| Muy importante  | 46                | 46                |
| Algo importante | 20                | 20                |
| Poco importante | 18                | 18                |
| Nada importante | 15                | 15                |

Asistencia al Culto
| Asistencia               | % de la Población | % de la Población |
| ------------------------ | ----------------- | ----------------- |
| Varias veces a la semana | 6.2               | 6.2               |
| Una vez a la semana      | 11.2              | 11.2              |
| Varias veces al mes      | 9.6               | 9.6               |
| Ocasiones especiales     | 43.3              | 43.3              |
| Nunca                    | 29.6              | 29.6              |

### Adscripción religiosa según región

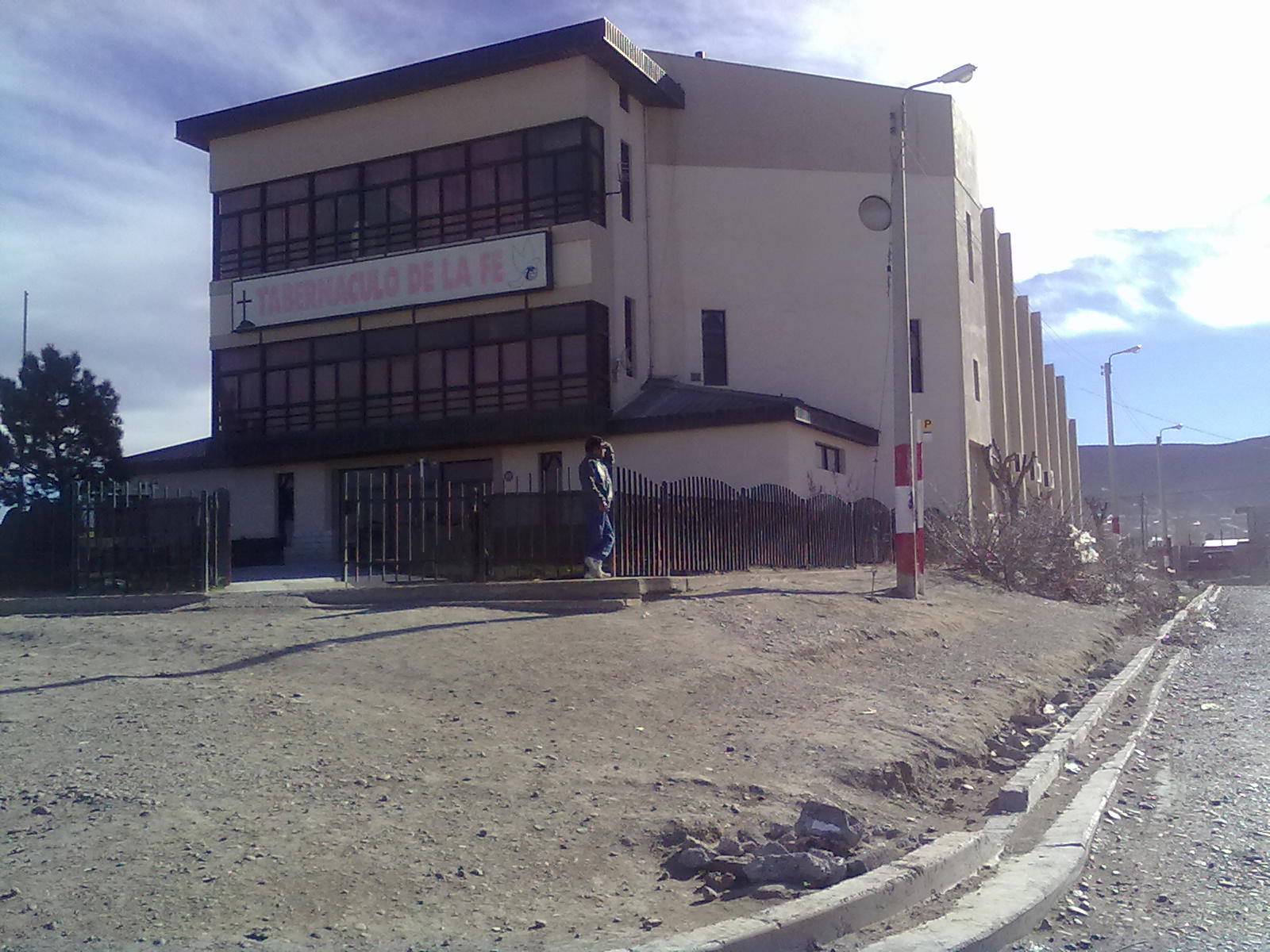
La iglesia evangélica Tabernaculo de la fe, el edificio religioso con mayor capacidad de Comodoro Rivadavia.

Basándose en las dos encuestas proporcionadas por el CONICET en 2008 y 2019, se puede describir la situación religiosa de acuerdo a las diferentes regiones argentinas en este periodo. Sin embargo, aunque estas encuestas buscaron tener un carácter nacional, se elaboraron solamente a partir de 2403 personas en 2008, y a partir de 2421 en 2019.
Adscripción religiosa en 2008
| Región        | Católicos | Evangélicos | Irreligión |
| ------------- | --------- | ----------- | ---------- |
| Noroeste      | 91.7 %    | 3.7 %       | 1.8 %      |
| Noreste       | 84.0 %    | 11.8 %      | 3.2 %      |
| Cuyo          | 82.6 %    | 10.0 %      | 5.3 %      |
| Centro        | 79.2 %    | 8.3 %       | 9.4 %      |
| Capital y GBA | 69.1 %    | 9.1 %       | 18.0 %     |
| Sur           | 61.5 %    | 21.6 %      | 11.7 %     |

Adscripción religiosa en 2019
| Región    | Católicos | Evangélicos | Irreligión |
| --------- | --------- | ----------- | ---------- |
| Noroeste  | 76.0 %    | 16.7 %      | 5.0 %      |
| Noreste   | 67.4 %    | 23.1 %      | 7.0 %      |
| Cuyo      | 69.6 %    | 14.5 %      | 13.2 %     |
| Centro    | 65.7 %    | 11.3 %      | 18.6 %     |
| AMBA      | 56.4 %    | 15.0 %      | 26.2 %     |
| Patagonia | 51.0 %    | 24.4 %      | 24.3 %     |

- Noroeste: se destaca porque es aún la región más católica del país, a pesar de caer desde el 91.7 % en 2008 a un 76.0 % para 2019, además se mantiene como la región con menor cantidad de gente no religiosa, subiendo de un 1.8 % a 5.0 % en ese mismo periodo. En segundo lugar se ubica el evangelismo que tenía casi el 4 % en 2008 y que se incrementa sustancialmente hasta el 16.7 % para 2019.
- Noreste: el catolicismo tenía un 84.0 % de fieles en 2008, para 2019 cuenta con 67.4 % de seguidores, siendo la segunda región más católica. No obstante también era la segunda región más evangélica con 11.8 % en 2008, y lo sigue siendo en 2019 con 23.1 %. Los sin religión alcanzaron el 7.0 % en el año 2019.
- Cuyo: la presencia católica era del 82.6 % en 2008, la tercera más católica en ese año, pasando a ser la región con más católicos en 2019, con un 69.6 %. En el año 2008 era la tercera región más evangélica de Argentina con 10 %, para 2019 pasa a ser la cuarta con más evangélicos con 14.5 %.
- Centro: la religión mayoritaria era el catolicismo con un 79.2 % en 2008 y lo sigue siendo con el 65.7 % en 2019. Es la tercera región con más gente sin religión, que eran el 9.4 % en 2008, llegando al 18.6 % en 2019. Asimismo se resalta que es la segunda zona donde se hallan más adeptos de La Iglesia de los Santos de los Últimos Días y Testigos de Jehová con el 2.7 % en 2008, y 2.5 % en el 2019.
- Gran Buenos Aires y Capital Federal: la región más poblada por gente sin religión, con un 18.0 % en el año 2008 y con un 26.2 % en 2019, con una población católica del 69.1 % en 2008 que disminuye al 56.4 % en 2019, siendo la segunda zona menos católica del país. Mientras es la cuarta área con más evangélicos con el 9.1 % en 2008 y 15.0 % en 2019. Por su pasado de inmigración y distintas corrientes migratorias actuales es donde se concentra el máximo de las religiones minoritarias con el 2.3 %.
- Patagonia: es la más peculiar de las regiones argentinas, en ella predomina el catolicismo, que pasa del 61.5 % al 51.0 %, lo que la convierte en la región menos católica del país. La Patagonia argentina se destaca por concentrar la mayor cantidad de evangélicos con un 21.6 % en 2008 y un 24.4 % para el 2019 y ser la segunda más poblada con gente sin religión, subiendo contundentemente del 11.7 % al 24.3 % en 2019, la segunda área que más minorías religiosas posee con el 1.5 %. Finalmente se denota que era la zona del país donde más destacaban los miembros de La Iglesia de los Santos de los Últimos Días y Testigos de Jehová en 2008 con el 3.7 %.

## Cultos populares

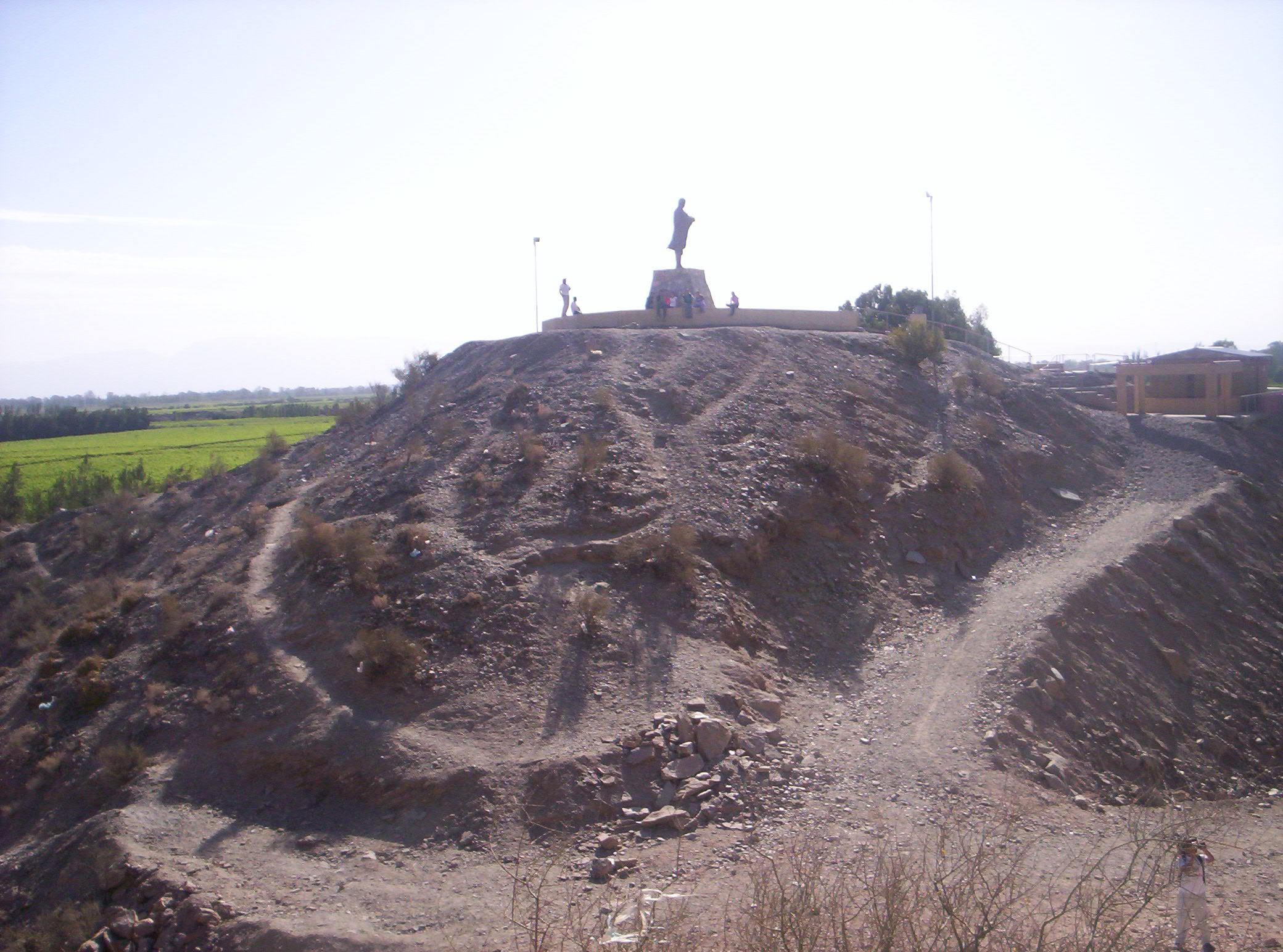
Vista del Monumento a Ceferino Namuncurá, en el departamento San Martín, provincia de San Juan.

Existen asimismo creencias populares de carácter religioso muy difundidas, como el culto a la Difunta Correa, a la Madre María, a Pancho Sierra, al Gauchito Gil. o a Ceferino Namuncurá. Este último fue beatificado por la Iglesia Católica en 2007.
En estos casos y en algunas fiestas populares es posible reconocer creencias precolombinas o africanas, a veces combinadas con elementos de la religión católica y/o evangelicalista (ver sincretismo religioso), como la generalizada costumbre popular de arrojar el primer trago de vino a la tierra como ofrenda a la Pachamama, cuyo culto se mantiene relativamente sólido y suele identificarse con la Virgen María.

### Ceferino Namuncurá
Nacido en la provincia de Río Negro, Ceferino Namuncurá, hijo del cacique mapuche Manuel Namuncurá, es también objeto de veneración en toda la Patagonia. Murió de tuberculosis a los dieciocho años de edad mientras se encontraba en Italia recibiendo una educación católica. Fue beatificado por la Iglesia Católica el 11 de noviembre de 2007. Hoy es venerado en toda Argentina y es recordado en pueblos, calles, barrios, etc.

### Otros cultos populares
Existen muchos otros cultos a apariciones o advocaciones de la virgen, a santos o a otros personajes. A continuación se enumeran algunos:
- En Corrientes: Virgen de Itatí, Curuzú José.
- En Salta: Virgen del Milagro.
- En Jujuy: Virgen del Rosario, Virgen de Río Blanco y Paypaya.
- En Tucumán: Virgen de la Merced, importante en su historia por la dovoción de Manuel Belgrano.
- En Santiago del Estero: Nuestro Señor de Mailín, Virgen de Huachana, Virgen de Sumampa.
- En Santa Fe: Virgen de Guadalupe (patrona de Santa Fe).
- En Bariloche: Virgen de las Nieves, Virgen de Nahuel Huapi.
- En Catamarca: Virgen del Valle.
- En Buenos Aires: Virgen del Rosario de San Nicolás de los Arroyos, Virgen de Luján.
- En Neuquén: Virgen de Andacollo.
- En La Rioja: El Niño Alcalde, Cristo de la Peña, Virgen India de Sanagasta.
- En Misiones: Virgen de Iguazú.
- En San Juan: Virgen del Valle de Tulum.
- En La Pampa: Santa María de La Pampa.
- En Santa Cruz: Virgen de Guer Aike.
- En Provincia de Entre Ríos: San Miguel Arcángel.
- En Rosario: Virgen del Rosario.